# Грета Тунберг
Грета Тинтин Елеонора Ернман Тунберг (на шведски: Greta Tintin Eleonora Ernman Thunberg, [²ɡreːta ²tʉːnbærj] Sv-Greta Thunberg.ogg), родена на 3 януари 2003 г. е шведска климатична активистка.
Става известна с поставяне началото на движението „Училищна стачка за климата“ от ноември 2018 г. Движението нараства до световен мащаб след конференцията COP24 през декември същата година. Активността ѝ започва през август 2018 г., когато нейната самотна стачка Skolstrejk för klimatet („Училищна стачка за климата“) пред шведския парламент в Стокхолм, привлича медийно отразяване. На 15 март 2019 г. около 1,4 милиона ученици от цял свят се присъединяват към нейния призив в стачките и протестите. Следващата голяма климатична стачка в световен мащаб е насрочена за 24 май 2019 г.
На 13 март 2019 г. трима членове на норвежкия парламент от опозиционната Социалистическа лява партия, която има 12,5% от местата в парламента, номинират Тунберг за кандидат за Нобелова награда за мир. Тунберг отговаря, че е „поласкана и много благодарна“ за номинацията. Тунберг получава различни награди и дипломи за активността си.

## Личен живот
Грета Тунберг е родена на 3 януари 2003 г. Нейна майка е шведската оперна певица Малена Ернман, а баща ѝ е актьорът Сванте Тунберг, далечен роднина на Сванте Арениус. Нейният дядо е актьорът и диригент Олаф Тунберг.
През ноември 2018 г. Тунберг заявява, че е била диагностицирана със синдрома на Аспергер, синдромът на нарушение на вниманието с хиперактивност (ADHD), обсесивно-компулсивно разстройство (OCD) и селективен мутизъм(англ.)бълг.. За да намали въглеродния отпечатък на семейството си, тя настоява те да станат вегани, да се откажат от летенето със самолет и да нямат повече деца.
Като колективен архетип, Тунберг е сравнявана с френската средновековна жена воин Жана д'Арк и с шведската приказна героиня Пипи Дългото чорапче, като необичайно и смело момиче, което редовно упражнява свръхчовешката си сила.
На 20 август 2018 г. Тунберг, която тогава е започнала девети клас, решава да не посещава училище до общите избори в Швеция на 9 септември 2018 г. Поводът са горещите вълни и пожари в Швеция. Искането ѝ е шведското правителство да намали въглеродните емисии в съответствие с Парижкото споразумение. Тя протестира, като седи извън Риксдага всеки ден по време на учебните часове със знака Skolstrejk för klimatet (училищна стачка за климата). След общите избори тя продължава да стачкува само в петък, като спечелва световно внимание. Грета вдъхновява ученици от цял свят да участват в ученическите стачки. Към декември 2018 г. повече от 20 000 ученици са провели стачки в най-малко 270 града. Тунберг вдъхновява юношите-активисти от училището Parkland във Флорида, които организират събитието „Март за нашия живот“.
От октомври 2018 г. активността на Тунберг еволюира от самотни протести до участие в демонстрации в цяла Европа. Провеждат се редица публични изказвания, мобилизират се нарастващ брой последователи в социалните мрежи. Въпреки това, до март 2019 г. тя все още провежда редовни протести пред шведския парламент всеки петък, докато други ученици от време на време се присъединяват към нея. Нейният активизъм не ѝ пречи на учението, но тя има по-малко свободно време.
Генералният секретар на ООН Антониу Гутереш одобрява училищните стачки, инициирани от Тунберг, като признава, че „моето поколение не успя да отговори правилно на драматичното предизвикателство на изменението на климата. Това се усеща дълбоко от младите хора. Нищо чудно, че те са гневни“.

## Други дейности
Грета Тунберг участва в демонстрацията „Изгрев за климат“ пред Европейския парламент в Брюксел. През октомври 2018 г. Тунберг и нейното семейство пътуват с електромобил до Лондон, където отправят „Декларация за бунт“, организирана от „Въстание на изчезващите“ пред сградата на Парламента.
На 24 ноември 2018 г. тя участва в конференцията TEDxStockholm. Тя говори за осъзнаването, когато е била на осем години, че промяната в климата съществува и се удивлява защо това не е водеща новина на всеки канал, както при световна война. Тя казва, че не е ходила на училище, за да стане климатолог, както някои предполагат, защото науката е стигнала до края си и „остава само отричане, невежество и бездействие“. Разсъждавайки, че децата и внуците ѝ ще я питат защо не са предприети действия през 2018 г., когато все още е имало възможност, тя заключава, че „не можем да променим света, като играем по правилата, защото правилата трябва да се променят.“ 
На 4 декември 2018 г. Тунберг се обръща към срещата на високо равнище на ООН по изменението на климата COP24. Говори и на пленарното заседание на 12 декември 2018 г. По време на срещата тя участва в дискусия заедно с представители на фондация „Ние нямаме време“, в която тя разказва как е започнала училищната стачка.
На 23 януари 2019 г. Тунберг пристига в Давос след 32-часово пътуване с влак за разлика от множеството делегати, които пристигат с 1500 отделни частни полета с реактивни самолети. Грета продължава кампанията си за климата на Световния икономически форум. Тя казва пред експертна група в Давос: Някои хора, някои компании, някои, които вземат решения, са знаели точно какви безценни ценности са жертвали, за да продължат да правят невъобразими количества пари. Мисля, че много от вас тук принадлежат към тази група хора.  По-късно през седмицата тя предупреждава световните лидери, че „Нашата къща е в пламъци“, добавяйки: „Искам да се паникьосвате. Искам да усетите страха, който усещам всеки ден. Дължим го на младите хора, за да им дадем надежда“.
На 21 февруари 2019 г. тя говори на конференция на Европейския икономически и социален комитет и с председателя на Европейската комисия Жан-Клод Юнкер, където настоява ЕС да продължи да изпълнява целите си по отношение на климата и да намали броя на техните въглеродни емисии най-малко с 80% до 2030 г. По-късно тя се присъединява към климатичните протести в Брюксел.

## Награди и дипломи
Грета Тунберг е една от победителките в младежкия конкурс на вестник Svenska Dagbladet за написване на статия за климата през май 2018 г. Тунберг е номинирана за наградата на Telge Energi Children's Climate Prize за деца и юноши, които насърчават устойчивото развитие. Тя отказва да я приеме, защото финалистите трябва да летят до Стокхолм. През ноември 2018 г. тя е удостоена със стипендията на Fryshuset за „Младежки пример на годината“. През декември 2018 г. списание Тайм нарича Тунберг един от 25-те най-влиятелни младежи в света през 2018 г. По повод на Международния ден на жената Тунберг е обявена за „Най-важната жена на годината в Швеция“ през 2019 година. Наградата се основава на проучване на института Inizio от името на вестник Aftonbladet. На 31 март 2019 г. тя получава германската „Златна камера“ – награда за „Специална защита на климата“. На 2 април 2019 г. получава Prix Liberté от Нормади, Франция. На 12 април 2019 г. тя разделя наградата Fritt Ords от Норвегия с организацията Natur and Undon. Тази награда се присъжда за свободата на изразяване.
На 13 март 2019 г. трима членове на норвежкия парламент номинират Тунберг за кандидат за Нобелова награда за мир. Номиниращите политици мотивират решението си, като твърдят, че глобалното затопляне ще бъде причина за „войни, конфликти и бежанци“, ако нищо не се направи, за да се спре. Thunberg отговоря, че тя е „поласкана и много благодарна“ за номинацията. Ако Тунберг получи наградата по-късно тази година, тя ще стане най-младият човек, който някога я е получавал.
През април 2019 г. списание Тайм посочва Грета Тунберг за една от 100-те най-влиятелни хора от 2019 г.

## Критика
След като ученическите климатични стачки набират скорост, се появяват опити за дискредитирането ѝ. Тунберг и нейната кампания са критикувани от политици, както и от други: от австралийския премиер Скот Морисън, германския канцлер Ангела Меркел, руския президент Владимир Путин, щатския президент Доналд Тръмп, френския президент Еманюел Макрон, италианския министър-председател Джузепе Конте, ОПЕК и от някои медийни коментатори. Критиката варира от лични нападки до твърдения, че тя опростява сложните проблеми.
Други се опитват да се възползват от нейната известност. В края на 2018 г. Ингмар Рентцхог, основател на фондацията „Нямаме време“ (WDHT), наема Тунберг да стане неплатен млад съветник и използва името и образа на Тунберг без нейното знание или разрешение, за да набере милиони за дъщерното дружество с нестопанска цел на фондацията „Нямаме време“, на което Рентжог е изпълнителен директор. Тунберг не получава пари от компанията. Тя прекратява дейността си като доброволен съветник на WDHT и заявява, че „не е част от никоя организация ... аз съм напълно независима ... [и] правя това, което правя напълно безплатно“.